# Merlín (DC Comics)
Merlín (también llamado Myrddin) es un personaje ficticio, un mago de los cómics publicado por DC Comics. Myrddin debutó en New Comics #3 (febrero de 1936), y fue creado por Rafael Astarita. El personaje se basa en el mítico y famoso Mago gales del mismo nombre "Merlín" popularizado por dos de las primeras obras de Geoffrey de Monmouth, la Historia Regum Britanniae (Historia de los Reyes de Gran Bretaña) y la Vita Merlini (Vida de Merlín).

## Historia de la publicación
La versión DC Comics de Merlín apareció por primera vez en New Comics #3 (febrero de 1936), dando inicio a una adaptación de seis números del libro The Tale of Sir Gareth of Orkney de Sir Thomas Malory. Esta fue también una de las primeras apariciones de un personaje recurrente en un título de DC Comics en 1938, y es anterior al debut de Superman.
En una historia de Superboy aparece como un científico del tiempo del Rey Arturo que se parece a Mr. Mxyzptlk, pero también tiene el don de Second Sight. (Superboy #103)
La primera versión moderna de Merlín está vinculada a su aparición a The Demon vol. 1 #1 (septiembre de 1972). En esta serie, Merlín convoca al demonio Etrigan para combatir a Morgaine le Fey, y aparece en varios más números de la serie. Estos acontecimientos se muestran desde un punto de vista diferente en Madame Xanadu vol. 2 #1 (agosto de 2008), un título de Vertigo Comics. En The Demon vol. 2 #1 (abril de 1987), Merlín se establece como el hermano medio demonio de Etrigan y los usos posteriores del personaje han seguido esta historia posterior.

## Biografía del personaje ficticio

### Orígenes
Merlín es el medio hijo del demonio Belial y una desconocida mujer y medio hermano de los demonios Lord Scapegoat y Etrigan. Su primera aparición la tiene sirviendo en su papel tutelar tradicional al Rey Arturo en Camelot, junto a Lancelot, Guinevere (Ginebra) y Gareth.
Merlín tuvo nuevas aventuras en la corte del Rey Arturo. Él le dio un traje mágico de armadura (que protege a su portador de todas las formas de daño) y una espada (capaz de cortar cualquier sustancia, excepto el traje mencionado), así como un caballo alado (pterippus) llamado Victoria al Shining Knight. También guio al escudero Brian Kent, el joven que se convirtió en el Silent Knight.
Belial, el padre de Merlín, lo capacitó en las artes de la brujería para que pudiera usar sus poderes para controlar a su hermano mayor, Etrigan. Como resultado, Merlín viajó a lo largo y ancho en el plano mortal, estudiando varias escuelas de Magia. Eventualmente se volvió lo suficientemente aprendido como para atar a su hermano, y fue responsable de atar a Etrigan al cuerpo y al alma del Druida Iason, que más tarde sería conocido como Jason Blood. Merlín empleó al demonio ahora controlable en la defensa de Camelot, contra su enemiga Morgaine le Fey, su ejército de demonios, y su hijo Mordred. Antes del ataque de Morgaine le Fey, Merlín sometió a su otro hermano Lord Scapegoat y al Thing-that-not-die, desterrándolos a la Región Más Allá y puso a Sir Percival el Golden Knight para custodiar la salida de la Región que está ubicada en Inglaterra. La región más allá, posiblemente situada en la provincia Infernal conocida como el laberinto, es donde el rey Arturo enviaba a Merlín desterrar todas las entidades místicas peligrosas nativas de Gran Bretaña.
Etrigan fue capaz de derrotar a Morgaine le Fey y su ejército demonio, y Arthur mató a Mordred. Pero el Phantom Stranger se aseguró de que la caída de Camelot no pudiera evitarse, al organizar el enlazamiento de Merlín por su estudiante Nimue Inwudu (Madame Xanadu). Merlín eventualmente escapa a este destino y ha aparecido en otros lugares de DC Comics, viviendo una existencia inmortal a lo largo de los siglos y ayudando a varios héroes.

### Liga de la Justicia de América
En el universo DC Comics anterior a Crisis on Infinite Earths, Merlín poseía una mágica bola de cristal que le permitió a la Liga de la Justicia mantener de que lo ayudaron a derrotar a un trío de brujos malvados. Este Merlín proviene del mundo alterno llamado "Magic-Land", donde las leyes científicas no se aplican, pero la magia lo hace. Esta misma bola de cristal se usó poco tiempo después para comunicarse a través de dimensiones con la Sociedad de la Justicia de América de Tierra Dos. Ambos equipos de héroes coordinaron sus esfuerzos para derrotar a un grupo de villanos conocidos como los "Campeones del Crimen". En otra historia Superboy, cuando viaja a través del tiempo para encontrar un meteorito rojo de kryptonita, se encuentra con Merlín, que se parece a Mr. Mxyzptlk. Merlín aquí utiliza una forma temprana de la ciencia, pero muestra que es capaz de ver en el futuro.
Otros artefactos propiedad de Merlín han aparecido en todo el Universo DC Comics. Un viajero del tiempo llamado Lord Satanis y su esposa Syrene ambos buscaron el "Runestone" de Merlín, y manipularon a Superman en la búsqueda de él. El "Libro de la Eternidad", que fue el libro de los hechizos de Merlín, es manejado actualmente por Selma Tolon de Turquía, un aventurero que se llama a sí mismo el "Jenízaro". La Piedra Filosofal era el enfoque mágico usado por Merlín para unir al druida Iason con el demonio Etrigan. Más tarde cayó en manos del Doctor Albert Desmond, el criminal conocido como Doctor Alquimia. La armadura mágica que él hizo para el compañero de Shining Knight's Percy Sheldrake, el Escudero, fue pasado al hijo de Percival Cyril Sheldrake ahora conocido como el Caballero.

### Hunter: La era de la magia
En la miniserie de Vertigo Comics, The Names of Magic, Timothy Hunter encuentra una versión de Merlín aún atrapada bajo un sueño encantado en una cueva en Cornualles. Merlín explica que Tim es su creación, un sucesor espiritual al título de "Merlín" (un conducto vivo de magia). Creó a Tim con múltiples orígenes contradictorios para mejorar su leyenda. Esta conexión de Merlín con la versión principal de DC Comics no está clara, aunque parecería que, como Tim, Merlín es también una leyenda viviente de historias contradictorias. Además de dormir en la cueva, la serie afirma que los aspectos de Merlín están atrapados en un bosque en Francia, bajo una colina en Gales, y en una isla en una casa invisible de vidrio. En la serie posterior, Hunter: The Age of Magic, el espíritu de Merlín se manifiesta a través de la lechuza de Tim, Yoyo, y se convierte en el maestro del niño, hasta que su cuerpo es asesinado por la Hermandad de la Llama Fría y su espíritu pasa.

### Ensayos de Shazam
A partir de la maxi-serie Trials of Shazam, Merlín aún libre en el mundo ahora exhibe un aspecto demoníaco visible y va con su nombre galés "Myrddin". También ha revelado la existencia de varios hijos medio-demonios criados y tutorados por él. Estos descendientes se refieren a sí mismos colectivamente como el "Consejo de Merlín". Su hija favorecida, Sabina, una bruja criolla, fracasó recientemente en su intento por el poder de Shazam, que la habría hecho su ancla a la Tierra, y en su lugar fue asesinada cuando fue atrapada en un portal en una batalla con Freddy Freeman con Zeus.

### Los nuevos 52
En Los Nuevos 52 Merlín hace su debut en Demon Knights # 1, de nuevo como el mago de la corte del Rey Arturo y es responsable fusionar a Etrigan el Demonio con Jason Blood. Años más tarde fue asesinado por un discípulo controlado por demonios en la ciudad de Alba Sarum. Sin embargo, los Caballeros demoníacos, aunque traicionados por Etrigan, son capaces de llevar su cuerpo a Avalon resucitando al mago, al resucitar el usa sus poderes místicos para ayudar a derrotar a las fuerzas invasoras de Lucifer y Queen Questing.
En el presente Merlín se llama Adán Uno y es el líder de Stormwatch. Pero finalmente es reemplazado, por las palabras del emisario Gabinete Sombra, clínicamente asesinado, ya que esta es la única manera de entrar en la dimensión de Gabinete. Tiempo después le aparece a Jenny Quantum en un sueño y le explica los orígenes del equipo. Más tarde, en Stormwatch # 19, alienígenas extradimensionales matan a Adam One en el momento de la creación, evitando la historia de Demon Knights para Stormwatch y reiniciando efectivamente ese cómic.

## Otras versiones

### Elseworlds
- Una versión alternativa de Merlín aparece en la maxi-serie Camelot 3000. Este Merlín es un inmortal que llama al Rey Arturo de Glastonbury Tor en el año 3000 para evitar una invasión alienígena encabezada por Morgaine le Fey.
- En la historia de Elseworlds Batman: Caballero Oscuro de la Mesa Redonda (Batman: Dark Knight of the Round Table), Merlín aconseja una Mesa Redonda compuesta de establecer análogos apropiados de la Liga de la Justicia de América.

## En otros medios

### Televisión

#### Acción real
- Una interpretación femenina de Merlín aparece en la segunda temporada de la serie de CW Legends of Tomorrow, como un disfraz utilizado por Courtney Whitmore/Stargirl, interpretado por Sarah Gray.[24] En 1942, Courtney era un miembro de la JSA de la Segunda Guerra Mundial. Ella y el resto del grupo se enfrentan al equipo de Legends, que el equipo ve inicialmente como enemigo. Stargirl y el resto de su equipo (excluyendo Vixen y Obsidian) desaparecieron en 1956 durante una misión en la que todos se suponía que habían muerto en acción. En cambio, escapó al siglo VI, donde utilizó un fragmento de la Lanza del Destino para crear la corte de Camelot, con ella misma como Merlín.[25]

#### Animado
- Merlín aparece en el episodio 12 The Black Knight de la serie animada de 1960 The Adventures of Superboy. Se vuelve celoso de los poderes de Superboy en el momento en que él y Timmy son transportados a los días del Rey Arturo.
- Merlín aparece la serie animada de 1978 The Freedom Force (TV series). Aparece como parte del equipo titular junto a héroes como Isis y Hércules. Este segmento fue parte de Tarzán y los Super 7, que fue una continuación de la The Batman/Tarzan Adventure Hour.
- Merlín apareció en el episodio de la Liga de la Justicia "Caballero de las Sombras" Parte 1 con la voz de William Morgan Sheppard. Después de que Morgaine le Fey persuade a un caballero llamado Jason Blood para traicionar al Rey Arturo haciendo que entrara su ejércitos en Camelot, Morgaine lo besa envenenándolo en el proceso, Merlín (visible solo para Jason Blood) apareció durante el conflicto y castigó a Jason Blood enlazando el demonio Etrigan a él.
- Merlín apareció en Batman: The Brave and the Bold en el episodio "Día del caballero oscuro" con la voz de David McCallum. Es un mago que es compañero del rey Arturo, el jefe de Etrigan, y el maestro de Morgaine le Fey. Cuando Morgaine le Fey se hizo cargo de Camelot y tomó el control de Etrigan, viajó hasta el presente y trajo a Batman y Flecha Verde a la época medieval después de frustrar un intento de ruptura en Iron Heights mientras estaba vestido como un preso. Él espera utilizarlos para recuperar Excalibur para ayudar a derrotar a Morgaine. Cuando llegaron al lugar, enfrentó a Morgaine le Fay en una batalla mágica. Cuando Batman se liberó del hechizo Morgaine le Fay, se convirtió en un dragón y convirtió a Merlín y Etrigan en piedra. Tras la derrota de Morgaine le Fey, Camelot fue liberado y Batman y Flecha Verde fueron devueltos al presente por Merlín. En "Trials of the Demon", se mencionó que él y Etrigan encarcelaron a Astaroth en el Inframundo. En "The Siege of Starro" Parte 1, el teaser muestra a Morgaine le Fay haber atrapado a Merlín hasta que sea liberado por Etrigan el Demonio.
- Merlín aparece en Justice League Action, con la voz de Dan Donohue en "Speed Demon" y con la voz de Patrick Seitz en "Hat Trick". En "Speed Demon", es llamado por Etrigan el Demonio para ayudar a hacer un vehículo que pudiera competir contra el Batmóvil después de que fuera encantado por Brother Night. Mientras Merlín intenta usarlo en un coche de policía, el Batmóvil encantado trata de atacar a Merlín solo para que sea salvo por Etrigan. Como el coche de la policía estaba destrozado, Etrigan le dice a Merlín que encante el camión de helado cerca en su lugar. En el episodio "Hat Trick", Etrigan el demonio se comunica con Merlín para que teletransporte a Batman y Zatanna a las Hébridas para recuperar el sombrero de Zatanna que fue robado por Felix Fausto.

### Película
- Merlín aparece en la película animada Justice League Dark con la voz de J.B. Blanc. Es visto en un Flashback después de que Destino intentara conquistar Gran Bretaña, Jason Blood fue herido gravemente y casi fallece cuando Merlín invoca al Demonio Etrigan para que luche con el asegurandole que esta sería su última tarea y se ganaría su libertad, después de derrotar a Destino, Etrigan le exige lo libere pero Merlín lo deja prisionero en el cuerpo de Jason Blood.